# Боко харам
Људи посвећени ширењу Пророкових учења и Џихада (арап. جماعة اهل السنة للدعوة والجهاد), познатија по свом хауса имену Боко харам (дословно: „Западно образовање је грешно“), је џихадистичка милитантна организација која базирана у североисточној Нигерији. То је исламистички покрет који се оштро противи људским законима и модерној науци. Основао га је Мухамед Јусуф 2001. године, као организацију која се бори за успостављање шеријатског закона у држави. Ова група је такође позната по нападима на хришћане и постављању бомби у цркве.
Покрет је подељен у три фракције. 2011, Боко харам је био одговоран за најмање 450 убистава у Нигерији. Такође је извештавано да су одговорни за преко 620 убистава у првој половини 2012. По извештајима је у првих неколико година деловања ове организације страдало 10.000 људи.
Боко харам је постао познат у међународним оквирима након верског насиља у Нигерији у јулу 2009, током кога је страдало преко 1.000 људи. Организација не поседује јасну структуру или очигледан командни ланац. Још увек је предмет дебате да ли Боко харам има везе са терористичким организацијама изван Нигерије. Један официр Војске Сједињених Држава је рекао како је Боко харам вероватно повезана са Ал Каидом Магреба.

## Терористички напади приписивани Боко хараму
У децембру 2011. Боко харам је извела серију напада против хришћана у средњој Нигерији. Напади су се одиграли у околини градова Јоса и Маидугурија а циљеви су им били црквени објекти. У насиљима су погинули 32 жртве.
У августу 2011. је експлодирала бомба у згради ОУН у главном граду Абуџи и погинуло је 16 људи а нигеријска влада је за ово окривила Боко харам . У новембру исте године након напада на војну базу команде нигериске тајне службе, полицијске станице и друге цивилне циљеве (цркве и религиозне школе) у градовима Маидугури и Даматуру погинуло је најмање 150 људи.
У јануару 2012. умрло је после серије бомбашких напада у граду Кано најмање 211 људи а полиција је после тога ухапсила 158 присталица Боко харана. Напад је био наводно одговор на неослобађање неких чланова секте а приликом напада је неутврђен број њихових припадника био ослобођен. У тој истој недељи је Боко харам напао на полицијске и војне трупе у провинцији Баучи којом приликом је убијено 11 чланова ових јединица.
У јулу 2013. су Боко харамашки радикали напали школу у граду Мамуду коју су полили бензином и запалили приликом тога је погинуло 29 људи и многи су хоспитализовани са опекотинама и рањавањем . Након тога је од стране САД организација обележена као терористичка.
У мају 2014. је ОУН такође ову организацију ставила на списак терористичких организација.
У јануару 2015. припадници Боко Харама извели су најкрвавији напад у историји организације, када су побили две хиљаде људи у граду Мамуд.